# The Way I Should (álbum de Iris DeMent)
The Way I Should é o terceiro álbum da cantora e compositora estadunidense Iris DeMent. O disco alcançou a posição número 22 na Billboard.

## Track listing
Todas as canções foram escritas por Iris DeMent exceto as indicadas.
1. "When My Mornin' Comes Around" – 3:49
2. "There's a Wall in Washington" – 5:19
3. "Wasteland of the Free" – 5:13
4. "I'll Take My Sorrow Straight" (Dement, McCall) – 3:24
5. "This Kind of Happy" (Dement, Haggard) – 3:43
6. "The Way I Should" – 4:24
7. "Letter to Mom" – 3:15
8. "Keep Me God" – 3:46
9. "Quality Time" – 4:03
10. "Walkin' Home" – 5:39
11. "Trouble" (Dement, McCall) – 7:32

## Ficha técnica
- Iris DeMent – vocal, violão, piano
- Mark Knopfler – violão
- Chuck Leavell – organ, piano, acordeom
- Lonnie Mack - violão
- Brent Mason - violão
- Paul Franklin –violão
- John Jennings – violão, EBow, baixo
- Bekka Bramlett – Apoio vocal
- Billy Burnette – Apoio vocal
- Melodie Crittenden – Apoio vocal
- Delbert McClinton – harmonia, vocal
- Dave Pomeroy –baixo
- Tom Roady – tambourine
- Tammy Rogers – Flauta, mandolin, violino, cello, viola
- Harry Stinson – bateria
- Russ Taff – Apoio vocal
- Earl Scruggs – banjo
- Randy Scruggs – violão
- Stuart Smith – violão